# اچ‌دی ۶۵۲۱۶
اچ‌دی ۶۵۲۱۶ یک ستاره است که در صورت فلکی شاه‌تخته قرار دارد.